# Automobiles L. Rosengart

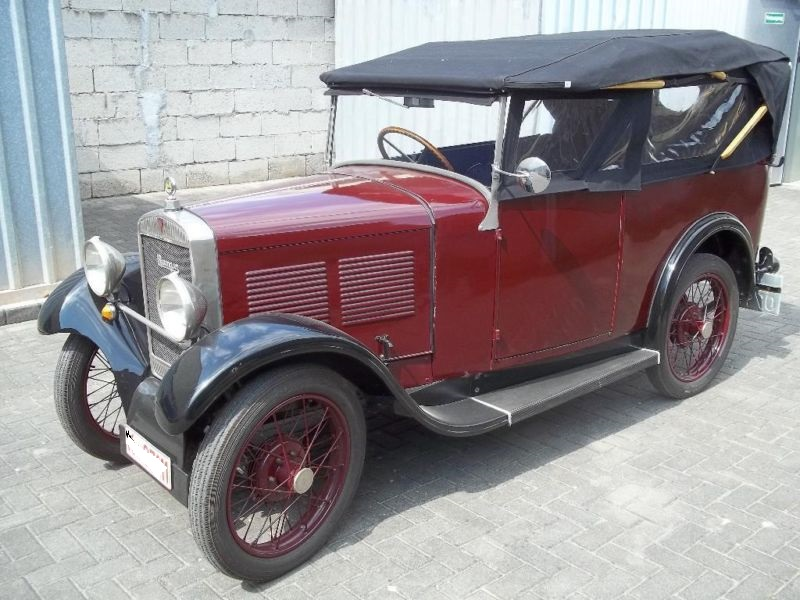
Rosengart LR 4 Torpedo mit geschlossenen Verdeck

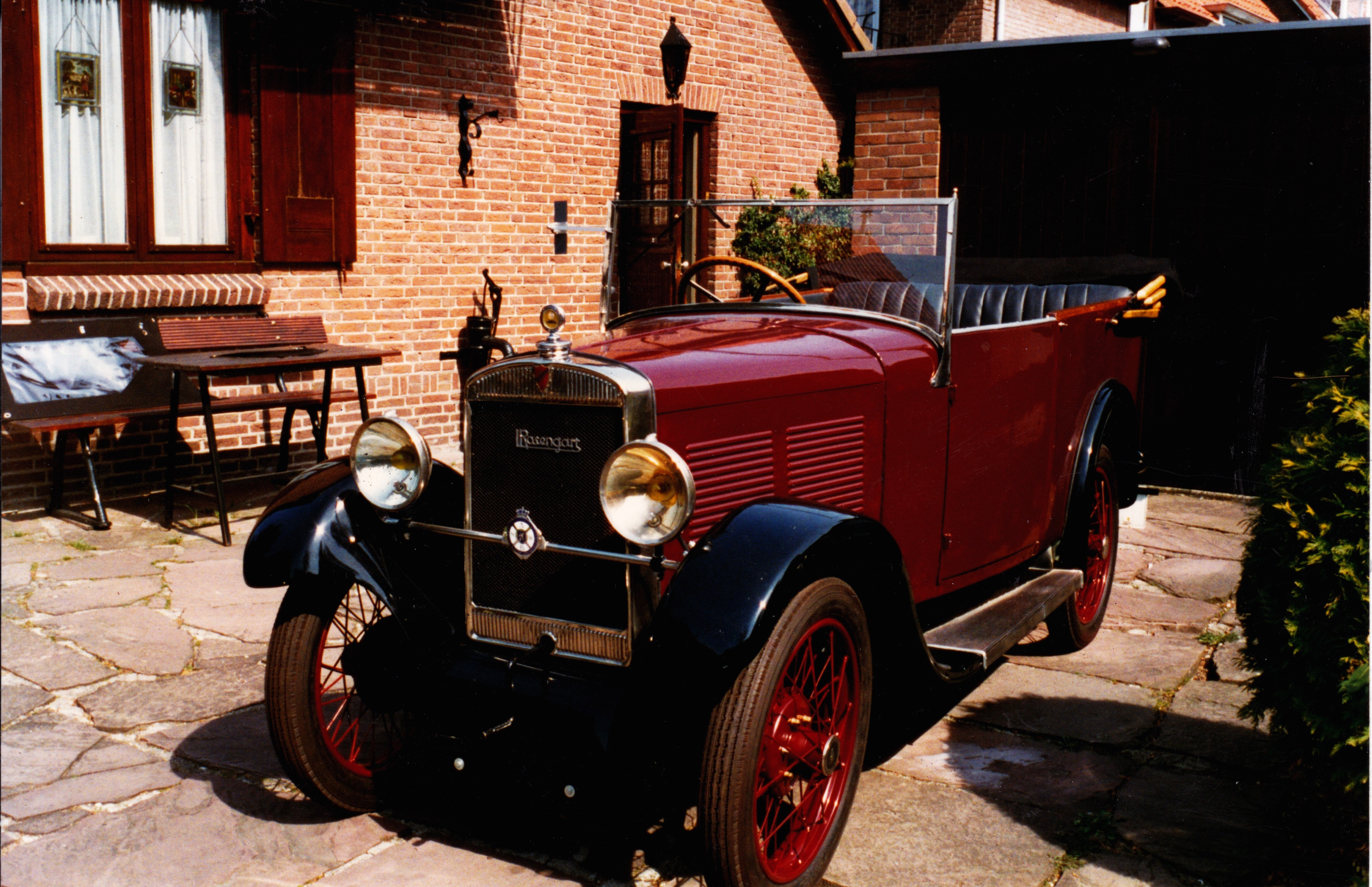
Rosengart LR 4 Torpedo von 1928

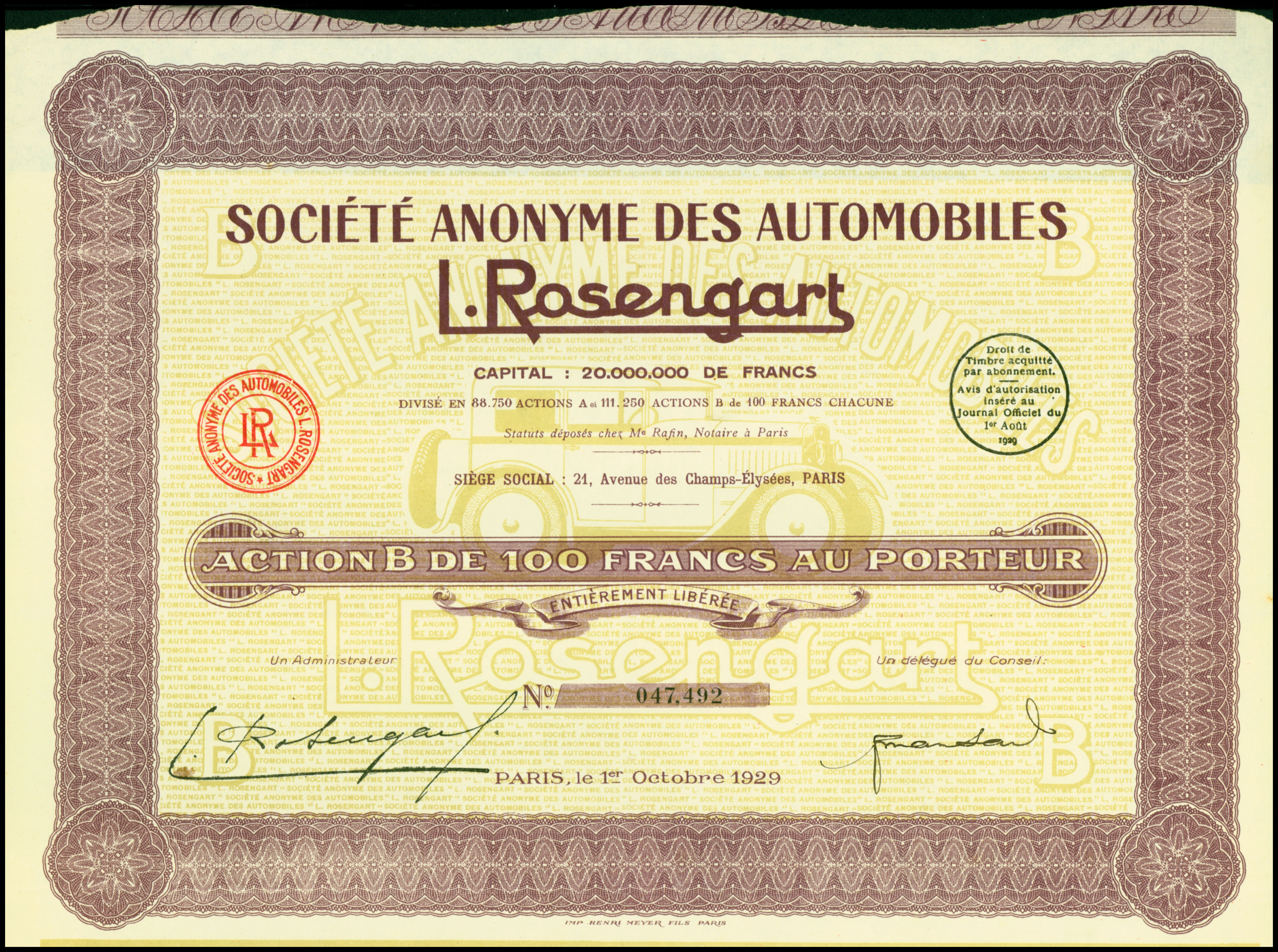
Aktie über 100 Francs der S.A. des Automobiles L. Rosengart vom 1. Oktober 1929

Automobiles L. Rosengart war ein französischer Automobilhersteller, der von 1928 bis 1955 auf dem Markt war. Die Firma wurde von Lucien Rosengart gegründet und war in Neuilly-sur-Seine ansässig.

## Geschichte
1928 sah Rosengart die Chance, in Frankreich ein kleines Automobil herzustellen. Dieses Segment war noch nicht von den Massenherstellern abgedeckt. Rosengart kaufte die ehemalige Fabrik von Bellanger aus Neuilly bei Paris.
Die ersten Rosengart-Automobile waren Lizenzbauten des britischen Austin Seven. Diese Nachbauten wurden als Rosengart LR 2 herausgebracht und waren mit vielen verschiedenartigen Aufbauten verfügbar. Dieser Wagen wurde sehr lange gebaut und überlebte nicht nur seine stark weiterentwickelten Nachfolger Rosengart LR 4 und Rosengart Vivor, sondern auch das britische Original bei Weitem.
In den frühen 1930er Jahren tat sich Rosengart mit den deutschen Adlerwerken zusammen und bot Lizenzbauten der frontgetriebenen Adler Trumpf und Adler Trumpf Junior an. Ebenso wurde ein größeres Fahrzeug mit Hinterradantrieb gebaut, das einem gestreckten und verbreiterten Austin ähnlich sah. Die Weiterentwicklung der Frontantriebswagen führte zum eleganten Rosengart Supertraction, der 1937 gegen die etablierten Fahrzeuge der Massenhersteller, wie Peugeot 402 und Berliet Dauphine, antrat.
1936 kam Rosengart in finanzielle Schwierigkeiten und überführte sein Unternehmen in die neue Société Industrielle de l'Ouest Parisien.
Die Produktionszahlen des Supertraction waren nie besonders groß und zudem wurde die Fabrik beim Einmarsch der deutschen Wehrmacht zerstört. Die Firma überlebte die deutsche Besatzung zwar, konnte aber während dieser Zeit (1940–1944) nicht produzieren. Lucien Rosengart, der diese Zeit unter falschem Namen in Südfrankreich verbracht hatte, versuchte nach dem Zweiten Weltkrieg sein Unternehmen zurück zur Produktion der Kleinwagen zu führen, die den Erfolg in den 1920er und 1930er Jahren begründet hatten. Zu dieser Zeit stellten aber die Massenhersteller bereits sehr kleine, wirtschaftliche Wagen her, die für die Verhältnisse im Nachkriegsfrankreich bestens geeignet waren.
Das letzte Rosengart-Modell, der Rosengart Ariette wurde von 1947 bis 1954 hergestellt, verkaufte sich aber nicht gut. Im Sommer 1955 musste die Automobiles L. Rosengart für immer ihre Tore schließen, nachdem die Weiterentwicklung des Ariette, der Rosengart Sagaie mit Boxermotor nicht mehr herausgebracht werden konnte.

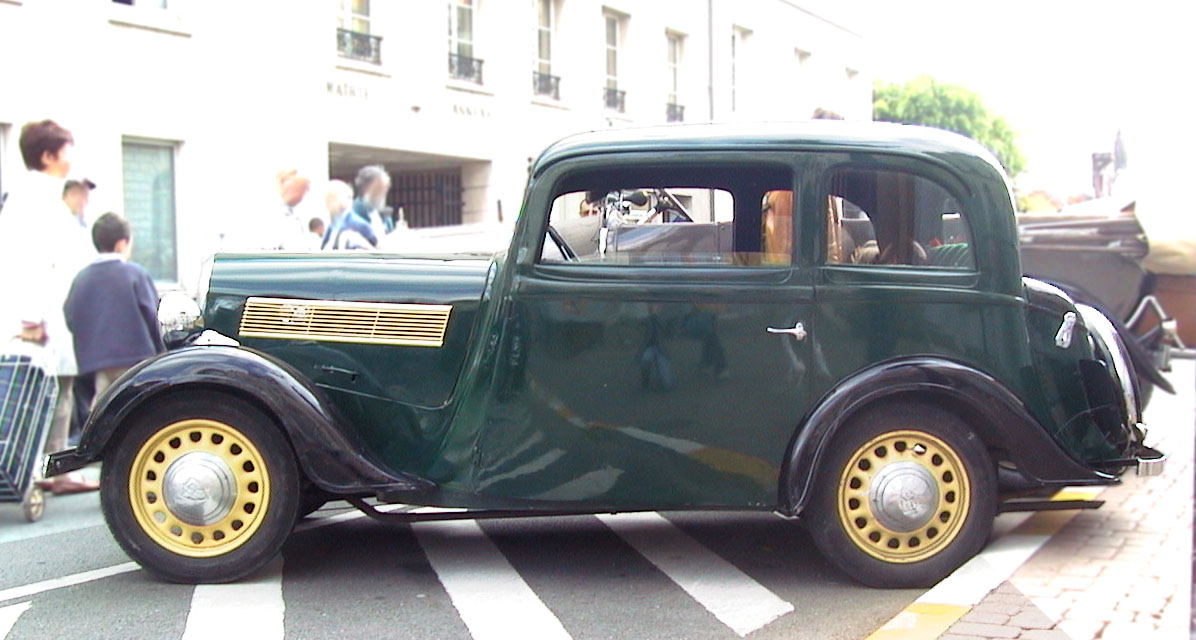
Rosengart LR 4

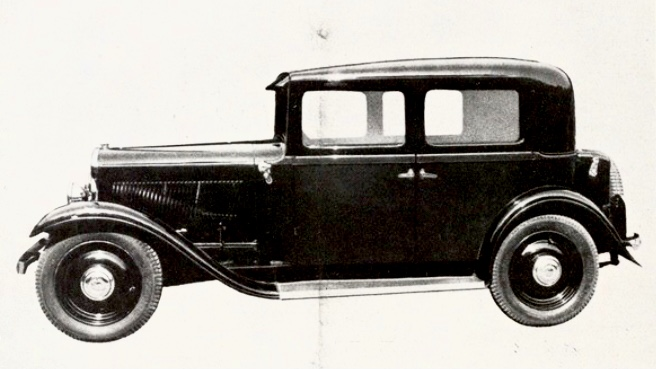
Rosengart LR 44 langer Radstand

## Modelle

### 1928–1945
- LR 2 (1929)
- LR 4, LR 44, LR 47, LR 49 und Derivate (1930)[1][2]

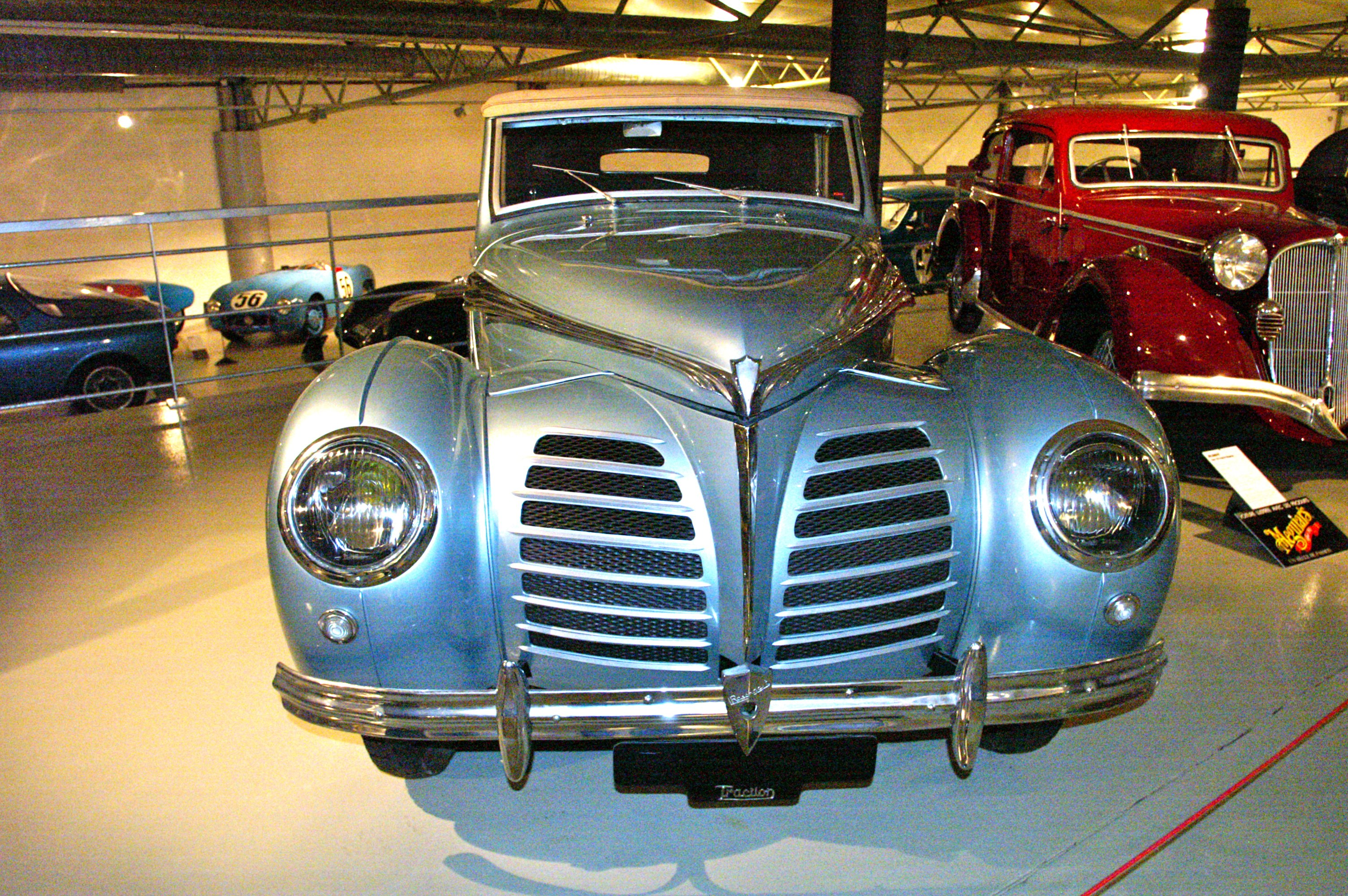
Rosengart Supertraction

- 5 LR 4 (1936)
- 5 LR 5 (1937)
- LR 6 (1932)
- 4 RG (1933)
- LR 500 (1933)
- LR 505 (1934)Rosengart Supertraction
- LR 130 (1935)
- LR 4N2 (1937)
- LR 70 Supersept (1938)
- Supertraction (1938)

### 1946–1955
- Supertrahuit (1948)
- Vivor (1950)
- Robor (1950)
- Labor (1950)
- Ariette (1951)
- Ariette Fourgonette (1952)
- Artisane (1952)

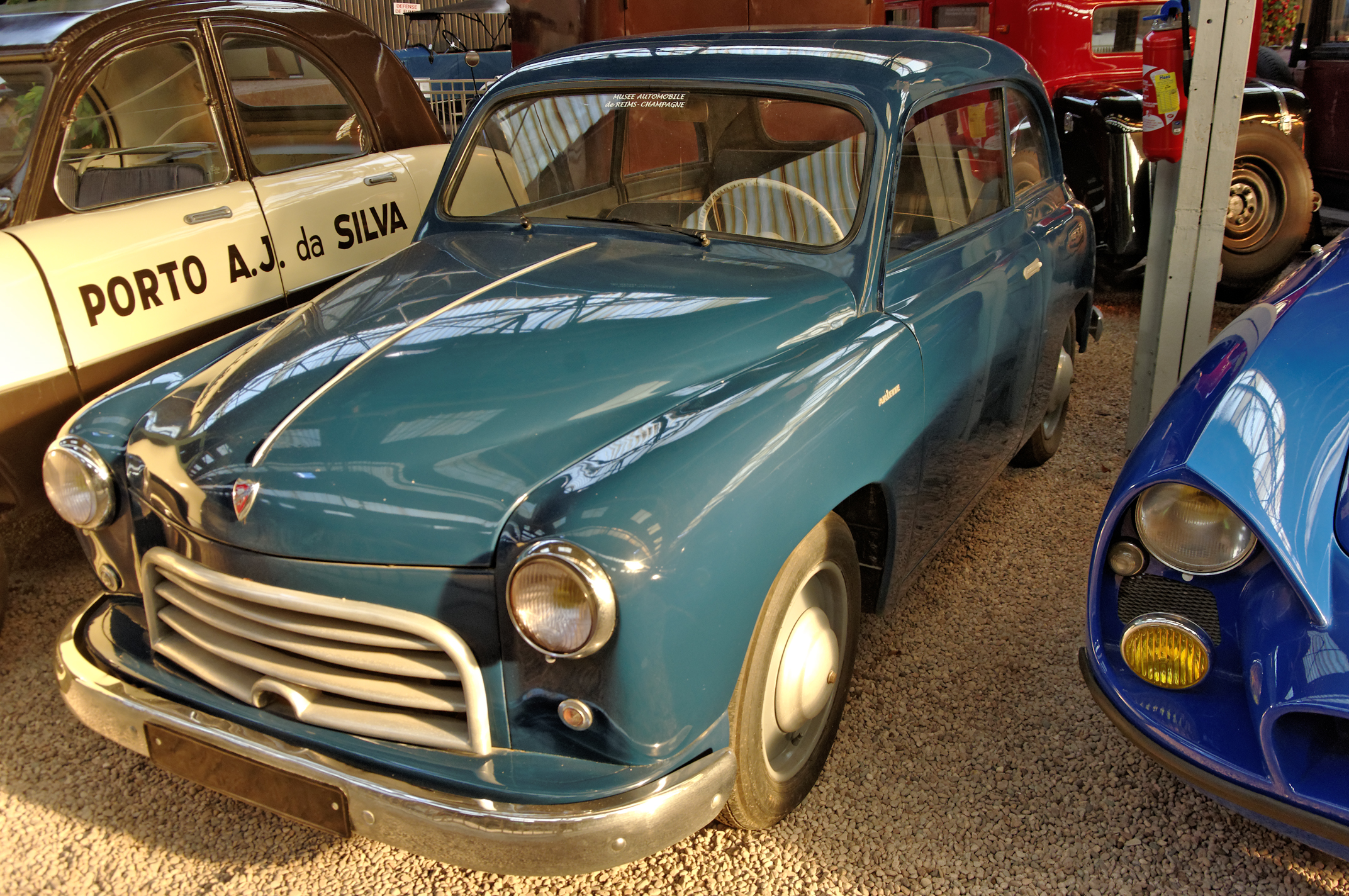
Rosengart Ariette von 1953

- Sagaie (1953) mit dem Motor des Panhard Dyna X

## Weiteres
In Bedburg-Rath im Rheinland gibt es das Rosengart-Museum. Dort sind rund 30 Autos der Marke und viele weitere Dinge zu diesem Thema ausgestellt.